# MKB-10 Poglavje XVI: Nekatera stanja, ki izvirajo v obporodnem obdobju
| Mednarodna klasifikacija bolezni in sorodnih zdravstvenih problemov 10. popravljena izdaja | Mednarodna klasifikacija bolezni in sorodnih zdravstvenih problemov 10. popravljena izdaja | Mednarodna klasifikacija bolezni in sorodnih zdravstvenih problemov 10. popravljena izdaja     |
| Poglavje                                                                                   | Kategorije                                                                                 | Naslov                                                                                         |
| ------------------------------------------------------------------------------------------ | ------------------------------------------------------------------------------------------ | ---------------------------------------------------------------------------------------------- |
| I                                                                                          | A00-B99                                                                                    | Nekatere infekcijske in parazitske bolezni                                                     |
| II                                                                                         | C00-D48                                                                                    | Neoplazme                                                                                      |
| III                                                                                        | D50-D89                                                                                    | Bolezni krvi in krvotvornih organov in nekatere bolezni, pri katerih je udeležen imunski odziv |
| IV                                                                                         | E00-E90                                                                                    | Endokrine, prehranske in presnovne bolezni                                                     |
| V                                                                                          | F00-F99                                                                                    | Duševne in vedenjske motnje                                                                    |
| VI                                                                                         | G00-G99                                                                                    | Bolezni živčevja                                                                               |
| VII                                                                                        | H00-H59                                                                                    | Bolezni očesa in adneksov                                                                      |
| VIII                                                                                       | H60-H95                                                                                    | Bolezni ušesa in mastoida                                                                      |
| IX                                                                                         | I00-I99                                                                                    | Bolezni obtočil                                                                                |
| X                                                                                          | J00-J99                                                                                    | Bolezni dihal                                                                                  |
| XI                                                                                         | K00-K93                                                                                    | Bolezni prebavil                                                                               |
| XII                                                                                        | L00-L99                                                                                    | Bolezni kože in podkožja                                                                       |
| XIII                                                                                       | M00-M99                                                                                    | Bolezni mišično-skeletnega sistema in vezivnega tkiva                                          |
| XIV                                                                                        | N00-N99                                                                                    | Bolezni sečil in spolovil                                                                      |
| XV                                                                                         | O00-O99                                                                                    | Nosečnost, porod in poporodno obdobje                                                          |
| XVI                                                                                        | P00-P96                                                                                    | Nekatera stanja, ki izvirajo v obporodnem obdobju                                              |
| XVII                                                                                       | Q00-Q99                                                                                    | Prirojene malformacije, deformacije in kromosomske nenormalnosti                               |
| XVIII                                                                                      | R00-R99                                                                                    | Simptomi, znaki in nenormalni klinični in laboratorijski izvidi, ki niso uvrščeni drugje       |
| XIX                                                                                        | S00-T98                                                                                    | Poškodbe, zastrupitve in nekatere druge posledice zunanjih vzrokov                             |
| XX                                                                                         | V01-Y98                                                                                    | Zunanji vzroki obolevnosti in umrljivosti                                                      |
| XXI                                                                                        | Z00-Z99                                                                                    | Dejavniki, ki vplivajo na zdravstveno stanje in na stik z zdravstveno službo                   |
| XXII                                                                                       | U00-U99                                                                                    | Kode za posebno uporabo                                                                        |

Mednarodno klasifikacijo bolezni in sorodnih zdravstvenih problemov 10-ta revizija (MKB-10) objavlja Svetovna zdravstvena organizacija (WHO)..  Ta stran vsebuje MKB-10 Poglavje XVI: Nekatera stanja, ki izvirajo v obporodnem obdobju.

## P00-P96 - Nekatera stanja, ki izvirajo v obporodnem obdobju

### (P00-P04) Plod in novorojenček, prizadet zaradi materinih bolezni in zapletov med nosečnostjo, porodom in otrokovim rojstvom
- (P00) Plod in novorojenček, prizadet zaradi materinih bolezni, ki niso nujno povezane s sedanjo nosečnostjo
- (P01) Plod in novorojenček, prizadet zaradi materinih zapletov med nosečnostjo

- (P02) Plod in novorojenček, prizadet zaradi zapletov v zvezi s posteljico, popkovnico in ovoji
  - (P02.0) Plod in novorojenček, prizadet zaradi predležeče posteljice (placenta praevia)
  - (P02.1) Plod in novorojenček, prizadet zaradi drugih vrst ločitve posteljice in krvavitve
    - Abrupcija posteljice
    - Predporodna krvavitev
    - Prezgodnja ločitev posteljice

  - (P02.2) Plod in novorojenček, prizadet zaradi drugih in neopredeljenih morfoloških in funkcionalnih anomalij posteljice
    - Disfunkcija posteljice
    - Infarkt posteljice
    - Nezadostnost posteljice

  - (P02.3) Plod in novorojenček, prizadet zaradi sindromov placentarne transfuzije
    - Anomalije posteljice in popkovnice, ki so povzročile transfuzijo iz enga dvojčka v drugega ali druge transplacentarne transfuzije

  - (P02.4) Plod in novorojenček, prizadet zaradi izpada popkovnice
  - (P02.5) Plod in novorojenček, prizadet zaradi druge vrste pretisnjene popkovnice
    - Zamotana popkovnica
    - Vozel popkovnice
    - Tesno ovita popkovnica okoli vratu

  - (P02.6) Plod in novorojenček, prizadet zaradi drugih in neopredeljenih stanj popkovnice
  - (P02.7) Plod in novorojenček, prizadet zaradi horioamnionitisa
  - (P02.8) Plod in novorojenček, prizadet zaradi drugih abnormalities of membranes
  - (P02.9) Plod in novorojenček, prizadet zaradi abnormality of membranes, neopredeljena

- (P03) Plod in novorojenček, prizadet zaradi drugih zapletov med porodom in otrokovim rojstvom
- (P04) Plod in novorojenček, prizadet zaradi škodljivih snovi prenesenih preko posteljice ali materinega mleka

### (P05-P08) Nepravilnosti, povezane s trajanjem nosečnosti in plodovo rastjo
- (P05) Upočasnjena rast in podhranjenost plodu
  - (P05.0) Lahek za gestacijsko starost
  - (P05.1) Majhen za gestacijsko starost
  - (P05.2) Podhranjenost plodu brez omembe lahkosti ali majhnosti za gestacijsko starost
  - (P05.9) Upočasnjena rast plodu, neopredeljena
    - Upočasnjena rast plodu BDO

- (P07) Nepravilnosti, povezane s kratko nosečnostjo in majhno porodno težo, ki niso opredeljene drugje
  - (P07.0) Skrajno majhna porodna teža
  - (P07.1) Druge vrste majhna porodna teža
  - (P07.2) Skrajna nezrelost
  - (P07.3) Drugi nedonošenčki
    - Nedonošenost BDO

- (P08) Nepravilnosti, povezane z dolgo nosečnostjo in veliko porodno težo
  - (P08.0) Zelo velik novorojenček
  - (P08.1) Drugi za gestacijsko starost težki novorojenčki
  - (P08.2) Prenošeni novorojenček, ki ni težek za gestacijsko starost
    - Prenošenost BDO

### (P10-P15) Porodne poškodbe
- (P10) Intrakranilana poškodba in krvavitev zaradi porodne poškodbe
  - (P10.0) Subduralna krvavitev zaradi porodne poškodbe
  - (P10.1) Cerebralna krvavitev zaradi porodne poškodbe
  - (P10.2) Intraventricular krvavitev zaradi porodne poškodbe
  - (P10.3) Subarahnoidna krvavitev zaradi porodne poškodbe
  - (P10.4) Raztrg tentorija zaradi porodne poškodbe
  - (P10.8) Druge intrakranilane poškodbe in krvavitve zaradi porodne poškodbe
  - (P10.9) Neopredeljena intrakranilana poškodba and krvavitev zaradi porodne poškodbe

- (P11) Druge porodne poškodbe centralnega živčevja

- (P12) Porodna poškodba skalpa
  - (P12.0) Kefalhematom zaradi porodne poškodbe
  - (P12.1) Porodna oteklina zaradi porodne poškodbe
  - (P12.2) Epikranialna subaponevrotična krvavitev zaradi porodne poškodbe
  - (P12.3) Podplutba skalpa zaradi porodne poškodbe
  - (P12.4) [oškodba skalpa novorojenčka zaradi nadzorovanja plodu med porajanjem
  - (P12.8) Druge vrste porodna poškodba
  - (P12.9) Porodna poškodba skalpa, neopredeljena

- (P13) Porodna poškodba okostja

- (P14) Porodna poškodba perifernega živčevja
  - (P14.0) Erbova paraliza zaradi porodne poškodbe
  - (P14.1) Klumpkejeva paraliza zaradi porodne poškodbe
  - (P14.2) Paraliza frenikusa zaradi porodne poškodbe
  - (P14.3) Druge porodne poškodbe brahialnega pleksusa
  - (P14.8) Porodna poškodba drugih delov perifernega živčevja
  - (P14.9) Porodna poškodba perifernega živčevja, neopredeljena

- (P15) Druge vrste porodna poškodba

### (P20-P29) Bolezni dihal in obtočil, značilne za perinatalno obdobje
- (P20) Intrauterina hipoksija

- (P21) Porodna asfiksija (zamrtvost)
  - (P21.9)
    - Anoksija BDO
    - Asfiksija BDO
    - Hipoksija BDO

- (P22) Dihalna stiska (respiratorni distres) novorojenčka
  - (P22.0) Sindrom dihalne stiske novorojenčka
  - (P22.1) Prehodna tahipneja novorojenčka

- (P23) Prirojena pljučnica
  - (P23.0) Prirojena virusna pljučnica
  - (P23.1) Prirojena pljučnica zaradi klamidij
  - (P23.2) Prirojena pljučnica zaradi stafilokokov
  - (P23.3) Prirojena pljučnica zaradi streptokokov, skupine B
  - (P23.4) Prirojena pljučnica zaradi Escherichia coli
  - (P23.5) Prirojena pljučnica zaradi Pseudomonas
  - (P23.6) Prirojena pljučnica zaradi drugih bakterij
    - Haemophilus influenzae
    - Klebsiella pneumoniae
    - Mycoplasma
    - Streptokoki, razen skupine B

  - (P23.8) Prirojena pljučnica zaradi drugih povzročiteljev
  - (P23.9) Prirojena pljučnica, neopredeljena

- (P24) Aspiracijski sindromi novorojenčka
  - (P24.0) Aspiracija mekonija pri novorojenčku

- (P25) Intersticijski emfizem in druga podobna stanja, ki izvirajo v obporodnem obdobju
  - (P25.0) Intersticijski emfizem, ki izvira v obporodnem obdobju
  - (P25.1) Pnevmotoraks, ki izvira v obporodnem obdobju
  - (P25.2) Pnevmomediastinum, ki izvira v obporodnem obdobju
  - (P25.3) Pnevmoperikardij, ki izvira v obporodnem obdobju
  - (P25.8) Druga stanja povezana z intersticijskim emfizmom v obporodnem obdobju

- (P26) Pljučna krvavitev, ki izvira v obporodnem obdobju

- (P27) Kronična pljučna bolezen, ki izvira v obporodnem obdobju
  - (P27.0) Wilson-Mikity syndrome
  - (P27.1) Bronhopulmonarna displazija, ki izvira v obporodnem obdobju
  - (P27.8) Druge kronične pljučne bolezni, ki izvirajo v obporodnem obdobju
  - (P27.9) Neopredeljena kronična pljučna bolezen, ki izvira v obporodnem obdobju

- (P28) Druge motnje dihanja, ki izvirajo v obporodnem obdobju
  - (P28.0) Primarna atelektaza pri novorojenčku
    - Pljučna nezrelost BDO
    - Pljučna hipoplazija, zaradi nizke gestacijske starosti

  - (P28.1) Druge in neopredeljene atelektaze pri novorojenčku
  - (P28.2) Napadi pomodrelosti pri novorojenčku
  - (P28.3) Primarna apneja pri novorojenčku med spanjem
  - (P28.4) Druge vrste apneje pri novorojenčku
  - (P28.5) Dihalna odpoved pri novorojenčku
  - (P28.8) Druge opredeljene motnje dihanja pri novorojenčku
    - Stokanje (sopenje) novorojenčka
    - Prirojeni (laringealni) stridor BDO

  - (P28.9) Motnja dihanja pri novorojenčku, neopredeljena

- (P29) Bolezni srca in obtočil, ki izvirajo v obporodnem obdobju
  - (P29.0) Srčna odpoved pri novorojenčku
  - (P29.1) Srčna aritmija pri novorojenčku
  - (P29.2) Hipertenzija pri novorojenčku
  - (P29.3) Peristentna fetalna cirkulacija
  - (P29.4) Prehodna miokardna ishemija pri novorojenčku
  - (P29.8) Druge bolezni srca in obtočil, ki izvirajo v obporodnem obdobju
  - (P29.9) Bolezen srca in obtočil, ki izvira v obporodnem obdobju, neopredeljena

### (P35-P39) Infekcije, značilne za obporodno (perinatalano) obdobje
- (P35) Prirojene virusne bolezni
  - (P35.0) Sindrom prirojene infekcije z rdečkami
  - (P35.1) Prirojena citomegalovirusna infekcija
  - (P35.2) Prirojena herpesvirusna infekcija (herpes simplex)
  - (P35.3) Prirojeni virusni hepatitis
  - (P35.8) Druge prirojene virusne bolezni
    - Prirojene norice

  - (P35.9) Prirojena virusna bolezen, neopredeljena

- (P36) Bakterijska sepsa novorojenčka
  - (P36.0) Sepsa novorojenčka zaradi streptokokov, skupine B
  - (P36.1) Sepsa novorojenčka zaradi drugih in neopredeljenih streptockokov
  - (P36.2) Sepsa novorojenčka zaradi Staphylococcus aureus
  - (P36.3) Sepsa novorojenčka zaradi drugih in neopredeljenih stafilokokov
  - (P36.4) Sepsa novorojenčka zaradi Escherichia coli
  - (P36.5) Sepsa novorojenčka zaradi anaerobov
  - (P36.8) Druge bakterijske sepse novorojenčka
  - (P36.9) Bakterijska sepsa novorojenčka, neopredeljena

- (P37) Druge prirojene infekcijske in parazitske bolezni
  - (P37.0) Prirojena tuberkuloza
  - (P37.1) Prirojena toksoplazmoza
  - (P37.2) Listerioza (diseminirana) novorojenčka
  - (P37.3) Prirojena perniciozna malarija
  - (P37.4) Druge vrste prirojena malarija
  - (P37.5) Kandidiza novorojenčka
  - (P37.8) Druge opredeljene prirojene infekcijske in parazitske bolezni
  - (P37.9) Prirojene infekcijska in parazitska bolezen, neopredeljena

- (P38) Vnetje popka (omfalitis) novorojenčka z zmerno krvavitvijo

- (P39) Druge infekcije, značilne za obporodno obdobje
  - (P39.0) Infekcijski mastitis novorojenčka
  - (P39.1) Konjunktivitis in dakriocistitis novorojenčka
    - Klamidijski konjunktivitis novorojenčka
    - Oftalmija novorojenčka BDO

  - (P39.2) Intraamnijska okužba ploda,ki ni uvrščena drugje
  - (P39.3) Okužbasečil novorojenčka
  - (P39.4) Kožna okužba novorojenčka
    - Piodermija novorojenčka

  - (P39.8) Druge opredeljene okužbe, značilne za obporodno obdobje
  - (P39.9) Okužba, značilna za obporodno obdobje, neopredeljena

### (P50-P61) Krvavitve in bolezni krvi plodu in novorojenčka
- (P50) Krvavitev plodu
  - (P50.0) Krvavitev plodu iz predležečih žil (vasa praevia)
  - (P50.1) Krvavitev plodu iz pretrgane popkovnice
  - (P50.2) Krvavitev plodu iz posteljice
  - (P50.3) Krvavitev v drugega dvojčka
  - (P50.4) Krvavitev v materin krvni obtok
  - (P50.5) Krvavitev plodu iz prerezanega konca popkovnice drugega dvojčka
  - (P50.8) Druge vrste krvavitev plodu
  - (P50.9) Krvavitev plodu, neopredeljena

- (P51) Krvavitev novorojenčka iz popkovnice
- (P52) Nepoškodbena intrakranialna krvavitev ploda in novorojenčka
- (P53) Hemoragična bolezen ploda in novorojenčka

- (P54) Druge krvavitve novorojenčka
  - (P54.0) Hemetemeza novorojenčka
  - (P54.1) Melena (smolasto blato) novorojenčka
  - (P54.2) Črevesna krvavitev novorojenčka
  - (P54.3) Druge vrste gastrointestinalna krvavitev novorojenčka
  - (P54.4) Krvavitev v nadledvičnico novorojenčka
  - (P54.5) Kožna krvavitev novorojenčka
  - (P54.6) Krvavitev iz nožnice pri novorojenki
    - Psevdomenstruacija

  - (P54.8) Druge opredeljene krvavitve novorojenčka
  - (P54.9) Krvavitev novorojenčka, neopredeljena

- (P55) Hemolitična bolezen plodu in novorojenčka
  - (P55.0) Rh izoimunizacija plodu in novorojenčka
  - (P55.1) ABO izoimunizacija plodu in novorojenčka
  - (P55.8) Druge hemolitične bolezni plodu in novorojenčka
  - (P55.9) Hemolitična bolezen plodu in novorojenčka, neopredeljena

- (P56) Hidrops plodu zaradi hemolitične bolezni
- (P57) Kernikterus
- (P58) Zlatenica novorojenčka zaradi druge vrste čezmerne hemolize
- (P59) Zlatenica novorojenčka zaradi drugih in neopredeljenih vzrokov
- (P60) Diseminrana intravaskularna koagulacija plodu in novorojenčka

- (P61) Druge obporodne bolezni krvi
  - (P61.0) Prehodna trombocitopenija novorojenčka
  - (P61.1) Policitemija novorojenčka
  - (P61.2) Anemija nedonošenčka
  - (P61.3) Prirojena anemija zaradi krvavitve plodu
  - (P61.4) Druge prirojene anemije, ki niso uvrščene drugje
  - (P61.5) Prehodna nevtropenija novorojenčka
  - (P61.6) Druge prehodne motnje koagulacije novorojenčka
  - (P61.8) Druge opredeljene perinatalne bolezni krvi
  - (P61.9) Perinatalna bolezen krvi, neopredeljena

### (P70-P74) Prehodne endokrine in presnovne motnje plodu in novorojenčka
- (P70) Prehodne motnje presnove ogljikovih hidratov, značilne za plod in novorojenčka

- (P71) Prehodne motnje presnova kalcija in magnezija novorojenčka
- (P72) Druge prehodne endokrine motnje novorojenčka
- (P74) Druge prehodne motnje v ravnotežju elektrolitov in presnove novorojenčka

### (P75-P78) Bolezni prebavil plodu in novorojenčka
- (P75) Mekonijski ileus
- (P76) Druge vrste črevesna obstrukcija novorojenčka
- (P77) Nekrotizirajoči enterokolitis plodu in novorojenčka

- (P78) Druge prebavil v obporodnem obdobju
  - (P78.0) Perforacija črevesa v obporodnem obdobju
    - Mekonijska peritonitis

  - (P78.1) Druge vrste peritonitis novorojenčka
  - (P78.2) Hematemeza in melena zaradi popite materine krvi
  - (P78.3) Neinfekcijska driska novorojenčka
  - (P78.8) Druge opredeljene bolezni prebavil v obporodnem obdobju
  - (P78.9) Bolezen prebavil v obporodnem obdobju, neopredeljena

### (P80-P83) Stanja, ki prizadanejo kožo in uravnavanje telesne temperature plodu in novorojenčka
- (P80) Podhladitev (hipotermija) novorojenčka
- (P81) Druge motnje uravnavanja telesne temperature novorojenčka

- (P83) Druga stanja kože in sluznic, značilna za plod in novorojenčka
  - (P83.0) Sklerem novorojenčka
  - (P83.1) Toksični eritem novorojenčka
  - (P83.2) Hidrops plodu, ki ni posledica hemolitične bolezni
  - (P83.3) Druge vrste in neopredeljen edema značilen za plod in novorojenčka
  - (P83.4) Nabrekle dojke novorojenčka
  - (P83.5) Prirojena hidrokela
  - (P83.6) Popkovni poli novorojenčka
  - (P83.8) Druga opredeljena stanja kože in sluznic, značilna za plod in novorojenčka
    - Sindrom bronastega novorojenčka
    - Sklerodermija novorojenčka
    - Urtikarija (koprivnica) novorojenčka

  - (P83.9) Stanje kože in sluznic, značilna za plod in novorojenčka, neopredeljeno

### (P90-P96) Druge bolezni, ki izvirajo v obporodnem obdobju
- (P90) Konvulzija novorojenčka
- (P91) Druge motnje delovanja možgani možganov novorojenčka
  - (P91.0) Možganska ishemija novorojenčka
  - (P91.1) Pridobljene periventrikularne ciste novorojenčka
  - (P91.2) Levkomalacija možganov novorojenčka
  - (P91.3) Možganska razdražljivost novorojenčka
  - (P91.4) Depresija možganov novorojenčka
  - (P91.5) Koma novorojenčka
  - (P91.6) Hipoksična ishemična encefalopatija novorojenčka
  - (P91.8) Druge opredeljene motnje delovanja možganov novorojenčka
  - (P91.9) Motnja delovanja možganov novorojenčka, neopredeljena

- (P92) Težave pri hranjenju novorojenčka
- (P93) Reakcije na zdravila, dana plodu ali novorojenčku, in zastrupitev z njimi

- (P94) Motnje mišičnega tonusa novorojenčka
  - (P94.0) Prehodna myasthenia gravis novorojenčka
  - (P94.1) Prirojeni mišični hipertonus
  - (P94.2) Prirojeni mišični hipotonus
    - Nespecifični sindrom ohlapnega otroka

  - (P94.8) Druge motnje mišičnega tonusa novorojenčka
  - (P94.9) Motnja mišičnega tonusa novorojenčka, neopredeljena

- (P95) Fetalna smrt zaradi neopredeljenga vzroka
  - Mrtvorojeni plod BDO
  - Mrtvorojenost BDO

- (P96) Druga stanja, ki izvirajo v obporodnem obdobju
  - (P96.0) Prirojena ledvična odpoved
  - (P96.1) Abstinenčni znaki pri novorojenčku zaradi materine zasvojenosti z drogami
  - (P96.2) Abstinenčni znaki zaradi terapevtske uporabe zdravil pri novorojenčku
  - (P96.3) Široko razprti lobanjski šivi pri novorojenčku
  - (P96.4) Prekinitev nosečnosti, plod ali novorojenček
  - (P96.5) Zapleti zaradi intrauterinih posegov, ki niso uvrščeni drugje
  - (P96.8) Druga opredeljena stanja, ki izvirajo v obporodnem obdobju
  - (P96.9) Stanje, ki izvira v obporodnem obdobju, neopredeljeno
    - Prirojena izčrpanost BDO